# Konventionen mod klyngebomber
Konventionen mod klyngebomber er en international traktat som begrænser brugen af klyngebomber, en type våben, i hvilken en primær munition spreder flere submunitions, granater. Konventionen blev formelt vedtaget den 30 maj 2008 i Dublin, Irland , og skal underskrives i Oslo til december.
Lande som underskriver konventionen er forpligtet til, "aldrig under nogen omstændigheder, at":

(a) Bruge Klyngebomber;

(b) Udvikle, producere, på anden måde komme i besiddelse af, beholde eller overlade til nogen, direkte eller indirekte, klyngebomber;

(c) Assistere, opmuntre eller overtale nogen til at engagere i nogen aktivitet, som er forbudt for en stat at engagere sig i i henhold til denne konvention

Traktaten tillader særlige typer af klyngebomber, som lever op til skrappe kriterier for et begrænset antal submunitioner, og hvor en automatisk selvdestruktionsmekanisme er til stede.

## Historie
Baggrunden for traktaten, ligesom den tilsvarende Ottawa traktat fra 1997 som forbyder landminer, har været bekymringer over den langsigtede skade og risiko som civile udsættes for. Et mindre antal submunitioner, som spredes af klyngebomberne, eksploderer ikke, når de rammer jorden, og kan ligge urørt i årevis indtil de bliver forstyrret. De iøjnefaldende farvede munitioner er ikke kamouflerede, men er blevet sammenlignet med legetøj eller påskeæg, som påkalder sig børns interesse under leg. Menneskerettighedsaktivister påstår, at en ud af fire ofre for submunitioner, som ikke eksploderer når de rammer jorden, er børn som ofte samler dem op og leger med de eksplosive kanystre længe efter at konflikten er forbi. Libanonkrigen 2006 gav momentum for aktivisterne. Under denne krig smed Israel op mod 4 millioner klynge-submunitioner tæt på¨civile områder, af hvilke De Forenede Nationer anslog at op imod 40 %, dvs 1,6 millioner ikke eksploderede, da de ramte jorden. Norge arrangerede den uafhængige Oslo proces efter at FN-ledede diskussioner i november 2006 fejlede.
Traktaten er blevet imødegået af hver eneste af de nationer som producerer eller lagrer betydelige mængder af klynge-munitioner, inklusive Kina, Rusland, USA, Indien, Israel, Pakistan og Brasilien. USA har anerkendt de humanitære bekymringer angående brugen af klyngebomber, men insisterede på at det rette forum til at diskutere spørgsmålet var gennem Konventionen om visse konventionelle våben (Engelsk: Convention on Certain Conventional Weapons), en gruppe som omfatter de større miltære magter. USA har også gjort gældende, at udviklingen og introduktionen af "intelligente klyngebomber", hvor hver submunition rummer sit eget målsøgnings- og guide-system såvel som en automatisk selvdestruktionsmekanisme, betyder, at man alligevel er på vej væk fra disse problematiske munitioner. Præsidentvalget i USA 2008 kan også have indflydelse på politikken, eftersom Barack Obama stemte for et lovgivningsinitiativ fra 2006 om at begrænse brugen af bomberne, medens Hillary Clinton aog John McCain stemte imod det.
Human Rights Watch gør gældende, at konventionen vil forbyde 99,9% af de klynge-munitioner, som eksisterer i øjeblikket. Aktivister gør også opmærksom på, at traktaten vil stigmatisere klyngebomberne i en grad, så lande som USA ikke vil anvende våbnet, selvom de ikke underskriver traktaten , ligesom den vil sætte fart på udviklen af "intelligente" munitioner.
Forud for Dublin mødet, var Storbritannien tiltænkt en rolle som et afgørende land, hvis samarbejde kunne sikre traktaten, eller få den til at falde sammen. I et dramatisk udvikling af begivenhederne, erklærede premierminister Gordon Brown kort før afslutningen af konferencen, at Storbritannien ville skrotte alle klyngebomber, "som er i tjeneste" Dette blev gjort på trods af intens lobby-bestræbelser fra USAs side i kulissen og indsigelser fra britisk regerings-medarbejdere, som kunne se fordele ved våbnene. På trods af disse offentlige bestræbelser, eksluderede regeringen i stilhed visse klyngebomber som endnu ikke "er i tjeneste" 
Som svar på USAs lobbyisme, og også efter bekymringer rejst af britiske diplomater, indeholder traktaten et forbehold, som tillader signatar-lande at samarbejde operationelt med ikke-signatarlande. Uden sådan et forbehold, ville signatar-landene ikke have været i stand til at udføre operationer med USA , herunder også under NATO-samarbejdet, eller i internationale fredsbevarende operationer.

## Eksterne links
- Dublin Diplomatic Conference on Cluster Munitions Arkiveret 19. juni 2008 hos  Wayback Machine official website
- Dublin conference website Arkiveret 14. juni 2008 hos  Wayback Machine maintained by the civil society group Cluster Munition Coalition